# خفج كريتاسي
خفج كريتاسي (الاسم العلمي: Diplotaxis cretacea) هو نوع من النباتات تتبع جنس الخفج من الفصيلة الكرنبية.